# Cirrus SR20
El Cirrus SR20 es un monoplano estadounidense de materiales compuestos, de cuatro o cinco asientos y motor de pistón, construido por Cirrus Aircraft de Duluth (Minesota), desde 1999.
El SR20 fue el primer avión de producción de la aviación general equipado con un paracaídas para descender el avión con seguridad a tierra tras una pérdida de control, un fallo estructural o una colisión aérea. También fue el primer avión ligero fabricado con una construcción enteramente de materiales compuestos y aviónica de pantalla plana.
El SR20 condujo al Cirrus SR22 en 2001, que es uno de los aviones más producidos del siglo XXI.

## Diseño y desarrollo

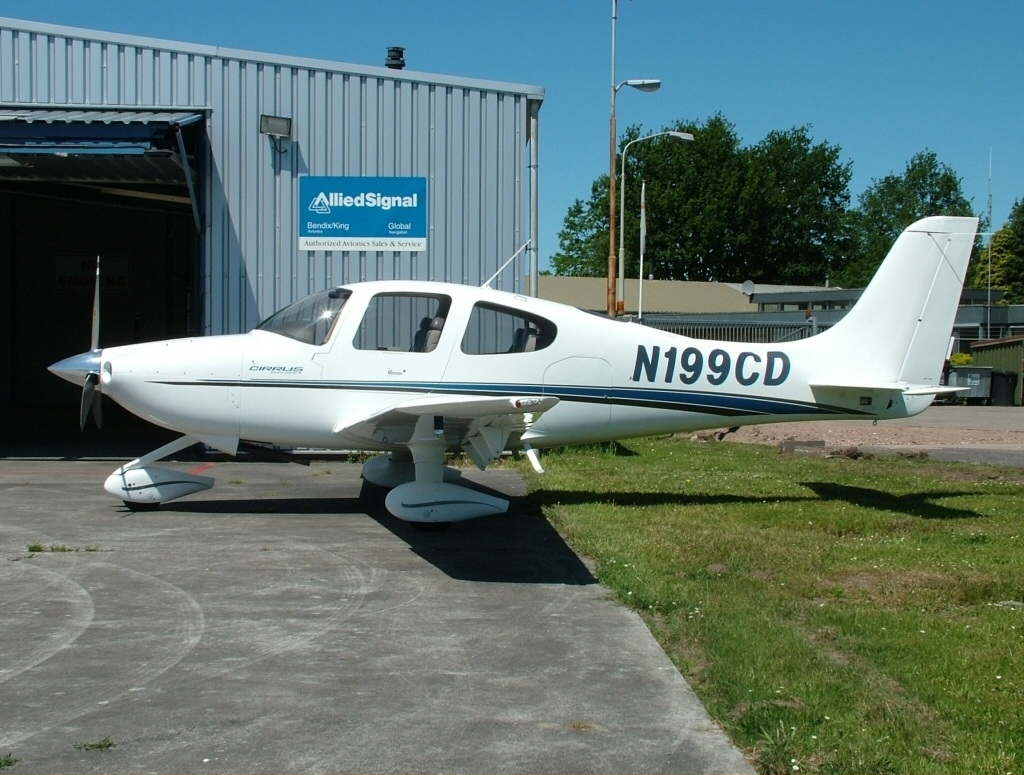
Cirrus SR20 de las primeras producciones.

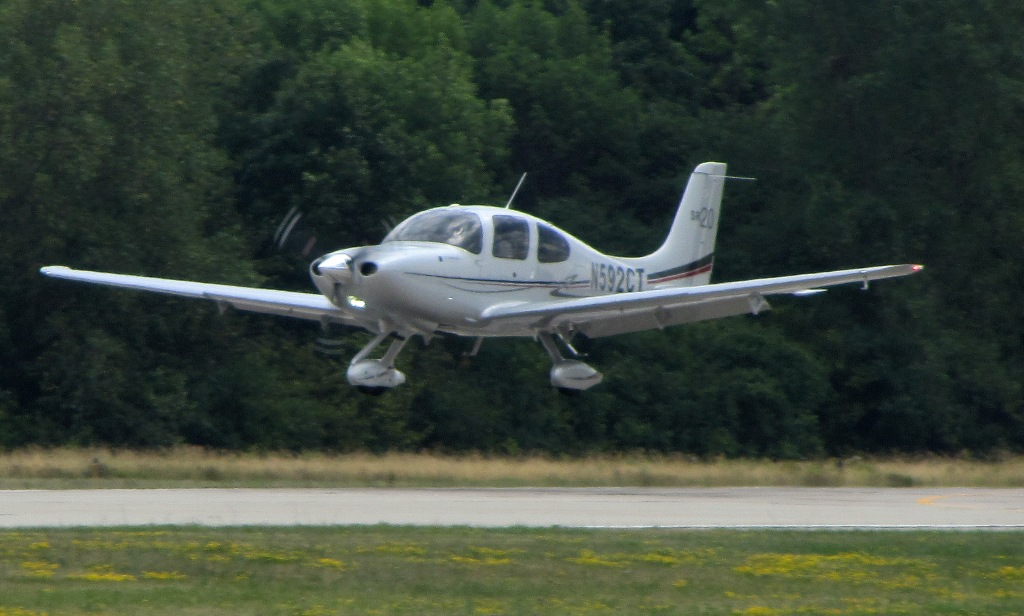
SR20 aterrizando.

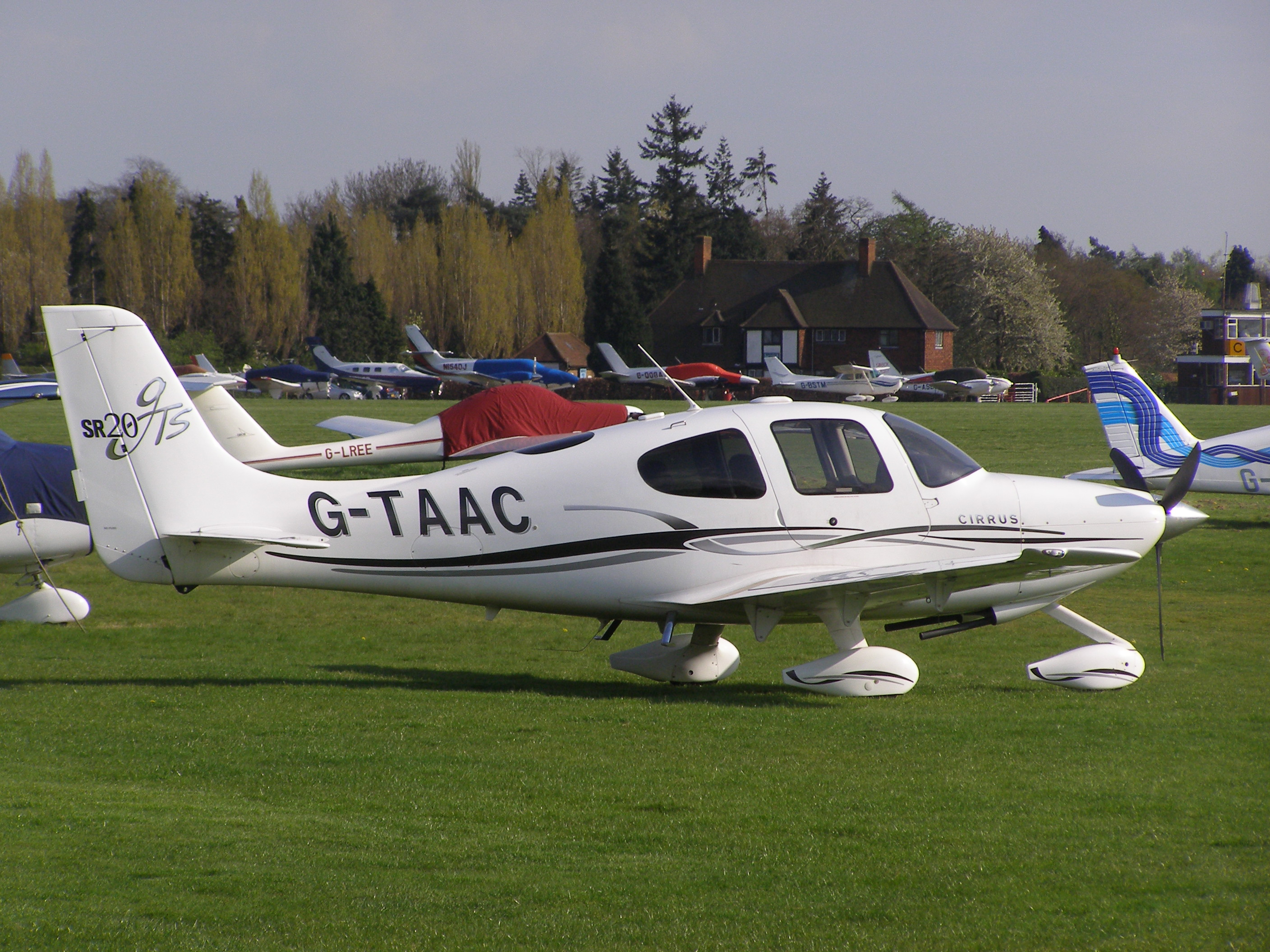
SR20 GTS.

La maqueta del SR20 fue presentada en 1994. El avión voló por primera vez el 21 de marzo de 1995, y la certificación de la FAA le fue concedida el 23 de octubre de 1998. En el momento del lanzamiento del avión, la industria de la aviación general estaba debatiéndose; el SR20 fue uno de los primeros de su clase en conseguir la certificación Part 23 de la FAA en varios años.
Desde que las entregas comenzaran en 1999, se han vendido más de mil SR20. En junio de 2015, se habían entregado más de 6000 aviones Cirrus, algo que ninguna otra compañía de aviación ha hecho en décadas.
Uno de los principales aspectos de ventas del SR20 es su aviónica Garmin Cirrus Perspective con pantallas duales de 250 mm o 300 mm: una pantalla principal de vuelo (PFD) y una pantalla multifunción (MFD). Esto proporciona todas las funciones estándares de comunicación, navegación (GPS y VHF convencional) y vigilancia (transpondedor de Modo S). Otras características de la aviónica incluyen información meteorológica en vuelo e información de tráfico del tipo TCAS.
Los SR20 construidos de 1999 a 2003 fueron equipados con instrumentos tradicionales analógicos y una MFD de 250 mm. En julio de 2003, Cirrus estandarizó las PFD en los SR20 y los más rápidos SR22, siendo pioneros en el uso de cabinas de cristal en la industria de la aviación general de aviones ligeros.
La serie SR se mantiene como el único avión de su clase que incluye controles de vuelo de palanca de control lateral que combina aspectos del manejo de los cuernos tradicionales (por lo que ha sido llamado por la industria como “cuerno lateral”).
Los SR20 y SR22 están equipados con el Sistema Cirrus de Paracaídas de Célula (CAPS), un gran paracaídas que puede ser desplegado en una emergencia para descender todo el avión al suelo con seguridad. En septiembre de 2018, la serie SR había desplegado el sistema 79 veces con 163 supervivientes.
El 1 de junio de 2004, el SR20 se convirtió en el primer avión en conseguir el nuevo certificado de la Agencia Europea de Seguridad Aérea para aviones importados a la Unión Europea.
En 2004, Cirrus introdujo el SR20 G2 (Generation 2) y, en 2008, el SR20 G3 (Generation 3). Se definían por modificaciones en la célula, el G2 con cambios en el fuselaje, y el G3, en el ala/tren de aterrizaje.
En 2012 se introdujo el “asiento flexible 60/40”, permitiendo hasta tres pasajeros en la parte de atrás con una disposición de asientos plegables partidos. Esta configuración de cinco asientos era opcional en 2012, pero se hizo equipamiento estándar para los modelos SR20 de 2013.
En 2016, Cirrus introdujo mejoras en la Serie SR, incluyendo conectividad sin cables Bluetooth, acceso remoto sin llave, sistema de iluminación de conveniencia, y un nuevo pestillo fácil de la puerta de acceso, entre otras mejoras interiores y exteriores.
En 2017, la compañía introdujo el SR20 G6 (Generation 6), con varias mejoras en la aviónica, nuevas luces de navegación  y una carga útil aumentada.
En septiembre de 2019, Cirrus presentó el TRAC, una versión del SR20 orientada al entrenamiento con un interior simplificado, materiales de asientos más duraderos, conector de transmisión de radio en los asientos traseros para permitir a un servidor comunicarse con el control del tráfico aéreo, sistema de estabilidad y protección electrónica, sistemas integrados de indicadores de motor y de alerta/advertencia a la tripulación, y controles de tren de aterrizaje retráctil y luces de posición simulados para permitir a los cadetes e instructores practicar operaciones de despliegue del tren y fallos durante los vuelos de instrucción (el tren de aterrizaje real siempre ha sido fijo).
En enero de 2020, la compañía introdujo una nueva aplicación móvil para Serie SR, llamada “Cirrus IQ”, que permite la comunicación con el avión de forma remota, incluyendo la información del estado prevuelo, como los niveles de combustible y oxígeno, el voltaje de la batería, la temperatura del aceite, la localización del avión y las horas de vuelo. Las mejoras también incluyen un nuevo sistema estabilizado de aviso de aproximación para la cubierta de vuelo.

## Historia operacional
En 2011, el récord de accidentes de los SR20 y SR22 fue sujeto a un examen detallado por la revista Aviation Consumer. El informe concluyó que la serie tenía un récord general de accidentes que era mejor que la media de los aviones ligeros, superado solo por los Diamond DA40 y DA42. Sin embargo, su tasa de accidentes fatales de 1,6/100 000 horas era mucho peor, colocándolo por encima de la media de la aviación general estadounidense de 1,2 y superior a la del Diamond DA40 (0,35), Cessna 172 (0,45), Diamond DA42 (0,54), Cessna 182 (0,69) y Cessna 400 (1,0), a pesar del sistema de paracaídas para todo el avión de Cirrus.
En 2004, la tasa de accidentes se había reducido drásticamente, con una tasa fatal en 2013 de 1,01/100 000 horas de vuelo. Esto fue atribuido a un mejor entrenamiento, particularmente para cuando se despliega el sistema de paracaídas balístico.
En 2015, la tasa de accidentes había continuado disminuyendo, con una tasa fatal en 2014 de 0,42/100 000 horas de vuelo, haciéndolo uno de los mejores récords de seguridad en la industria. Esto marcó el menor número de víctimas en un solo año para Cirrus desde 2001, y el primer año en el que el número de despliegues CAPS (12) superó al número de accidentes fatales (3).

## Variantes

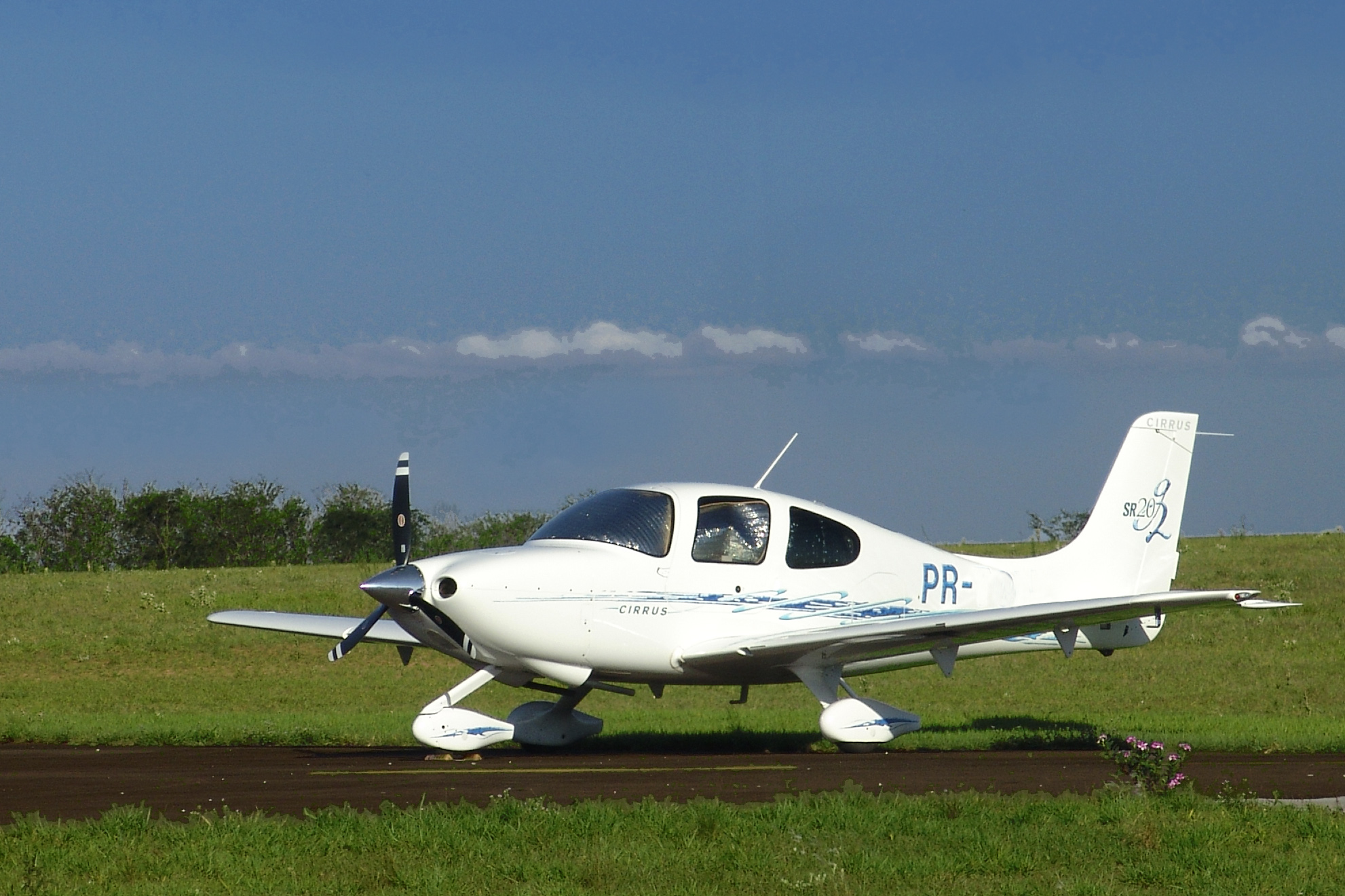
Cirrus SR20 G2.

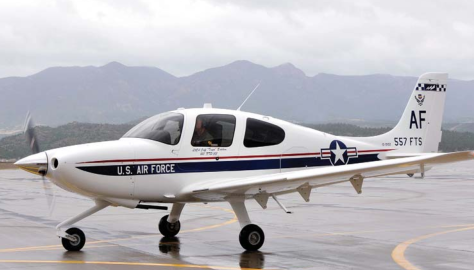
T-53A de la Fuerza Aérea de los Estados Unidos.

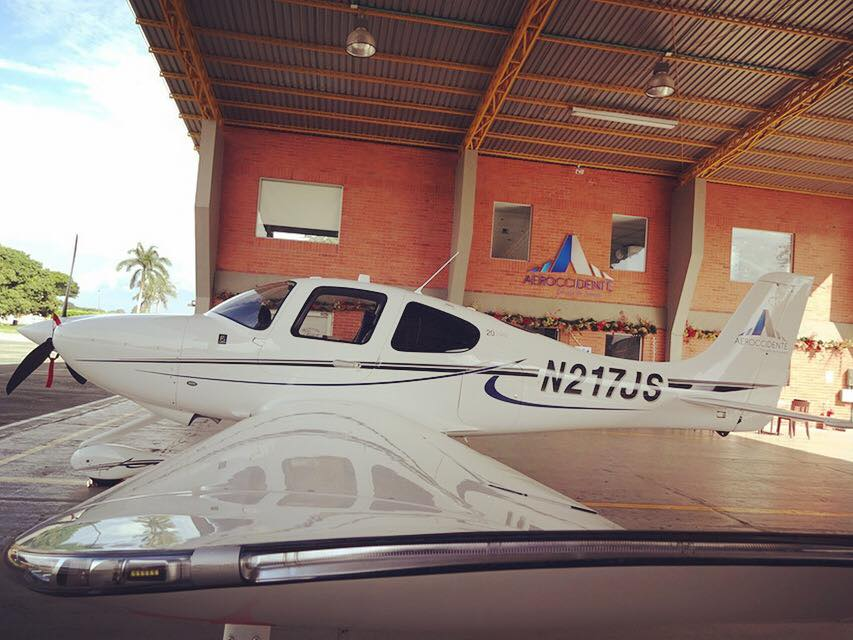
Cirrus SR20 G6 de la Escuela de Aviación Aeroccidente Colombia.

SR20
Versión original producida desde 1999.
SR20 G2
Variante mejorada introducida en 2004, incluyendo aviónica Avidyne Entegra.
SRV
Presentado en la Convención EAA AirVenture de 2003 y comercializado en 2004, el Cirrus SRV era una versión de vuelo solo VFR del SR20 para el mercado entrenamiento de vuelo y particulares de gama baja. Como tal, omitía algún equipo estándar disponible en el SR20 como los carenados de las ruedas. Para 2008, el modelo SRV fue modernizado a la configuración G3, con el ala del SR22. Cirrus dejó de fabricar el SRV con el modelo del año 2010.
SR20 G3
Presentado en 2007, el G3 de “Generation 3” tenía un ala más ligera de mayor superficie, incorporando un larguero de fibra de carbono. La nueva ala aumentaba la velocidad de crucero del SR20 de 11 a 13 km/h. El G3 también añadía una carga útil incrementada en 23 kg al aumentar el peso al despegue hasta los 1380 kg, un tren aterrizaje principal rediseñado que era 5 cm más alto, dándole más espacio a la hélice y a la cola, manejo del avión mejorado gracias al diedro incrementado, aerodinámica mejorada incluyendo nuevos carenados de raíz alar, luces de reconocimiento LED, calefacción y ventilación mejorados, navegadores-comunicadores GPS duales redundantes Garmin GNS 430W con certificado WAAS (que incluyen una radio VHF y un receptor VOR/LOC/ILS) y un piloto automático S-Tec.
T-53A
En 2011, el SR20 fue seleccionado para el entrenamiento de vuelo de cadetes con el 306th Flying Taining Group en la Academia de la Fuerza Aérea de los Estados Unidos, y recibió una designación modelo/diseño/serie (MDS) de la Fuerza Aérea como T-53A. En mayo de 2012, se compraron 25 ejemplares para reemplazar las existencias del momento de la Academia de 20 T-52A alquilados.
SR20 G6
Presentado en enero de 2017, el modelo G6 añade un motor Lycoming IO-390 de 160 kW (215 hp), una cubierta de vuelo mejorada “Cirrus Perspective-Plus” (de Garmin) con una velocidad de procesamiento de los instrumentos 10 veces más rápida, nuevas luces de punta alar tipo LED y carga útil aumentada en 68 kg.
TRAC
Presentada en septiembre de 2019, la TRAC es una versión de entrenamiento de vuelo con un interior más duradero y simplificado, motor IO-390, cubierta de vuelo Perspective+, funcionalidad pulsar para hablar desde el asiento trasero, y controles de tren de aterrizaje simulados.

## Operadores

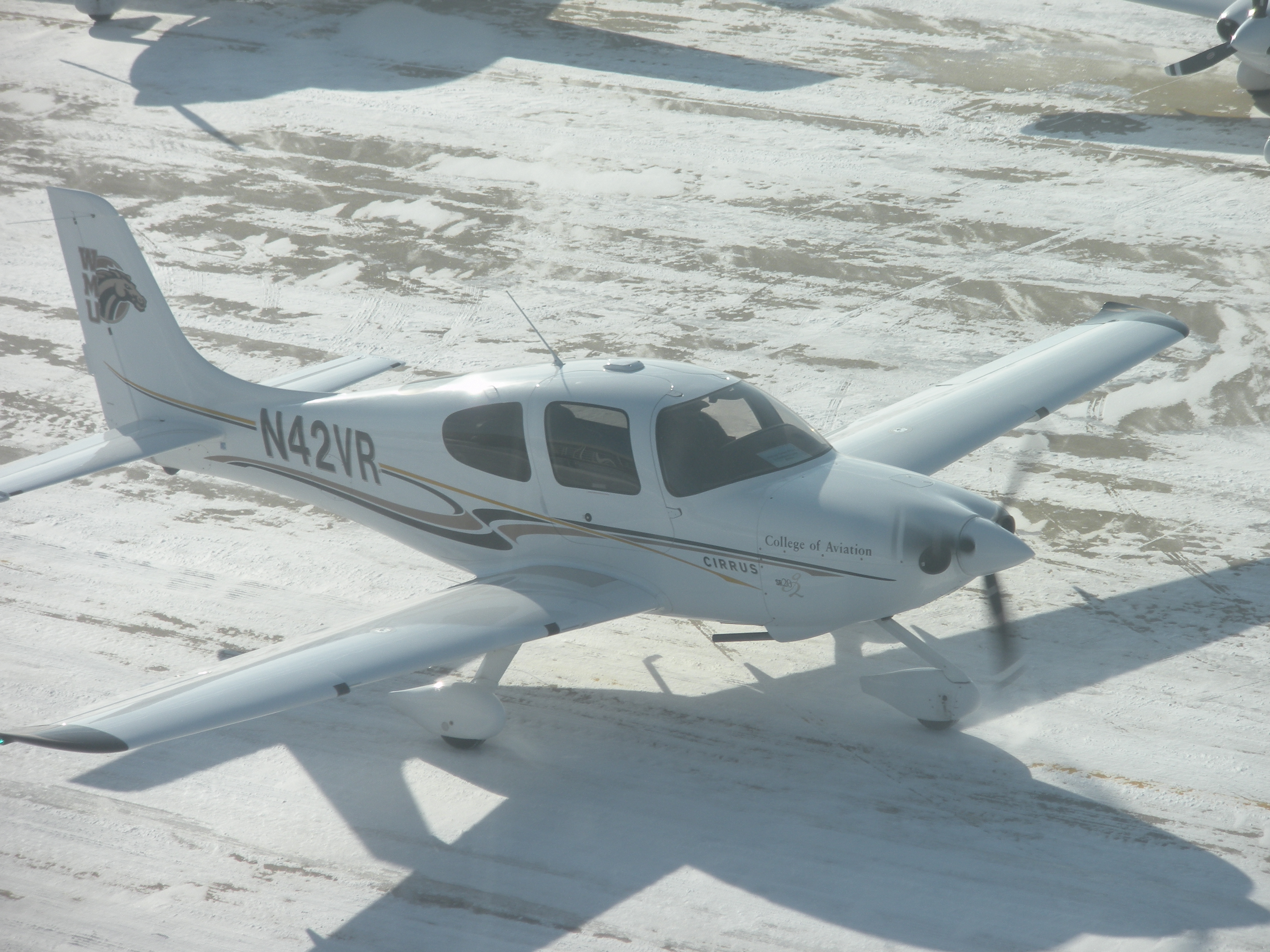
Un Cirrus SR20 perteneciente a la Western Michigan University.

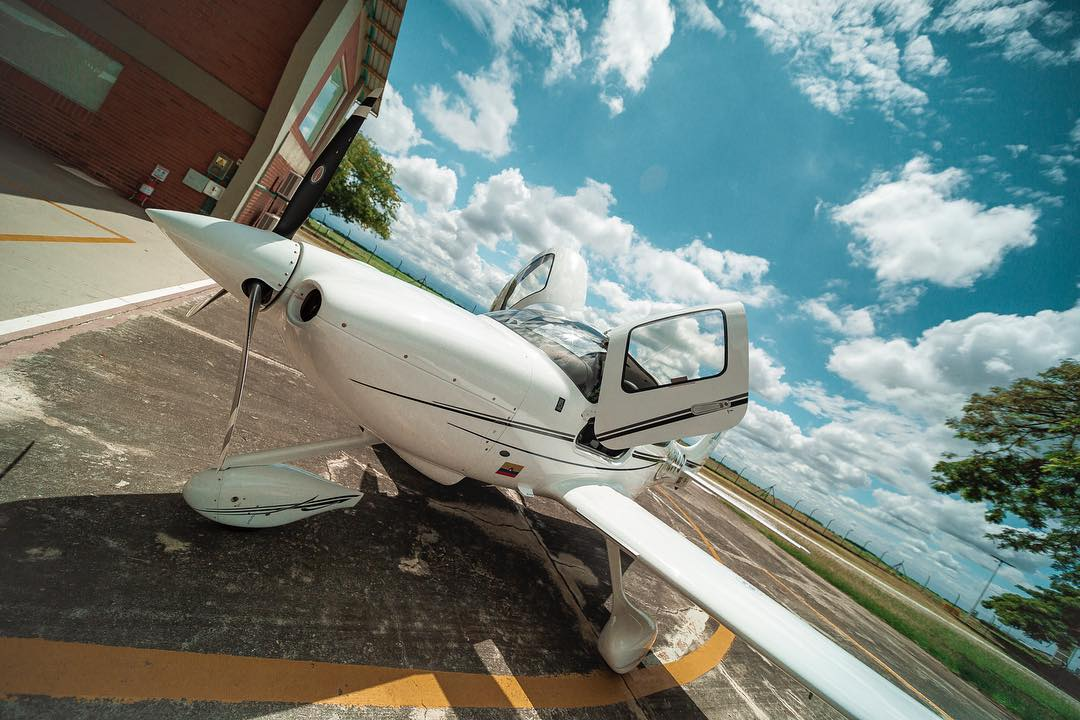
Cirrus SR20 G6 Garmin Nxi de la [http://www.aeroccidente.com/flota-de-aeronaves/avion-cirrus/ Escuela de Aviación Aeroccidente

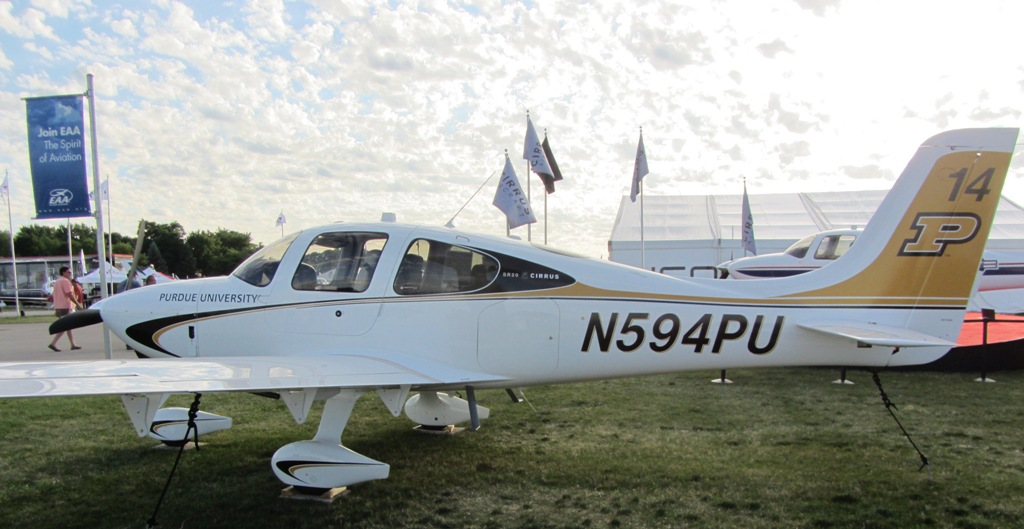
Cirrus SR20 de la Universidad Purdue en exhibición en el Oshkosh Airshow.

### Civiles
El SR20 es popular con muchas escuelas de vuelo y es operado por particulares y compañías. Los mayores operadores son la CAFUC (Civil Aviation Flight University of China) que opera 40 aparatos, Aerosim Flight Academy que opera 34 ejemplares, la Western Michigan University que posee 29 unidades, Lufthansa Flight Training con una flota de 25 ejemplares y la Universidad Purdue con 16 unidades.
En Suramérica lo opera la Escuela de Aviación Aeroccidente y Aeronova Academy con sede en Colombia.

### Militares
Estados Unidos
- Academia de la Fuerza Aérea de los Estados Unidos: 25 aviones T-53A (versión del SR20).[37]

 Francia
- Academias del Ejército del Aire francés y la Marina Nacional (operados por Cassidian): 23 aviones (flota mixta de 16 SR20 y 7 SR22).[38]

## Accidentes
Un SR20 se vio involucrado en un accidente en el año 2006, al estrellarse contra el edificio Belaire Apartments en Manhattan, Nueva York. En el accidente fallecieron el pitcher de los New York Yankees Cory Lidle y el instructor de vuelo Tyler Stanger.
El 30 de septiembre de 2022, un SR20 se desploma a 3 km del aeropuerto de Toluca, México, mientras aterrizaba, falleciendo sus tres ocupantes.

## Especificaciones (SR20 G3)
Referencia datos: Cirrus SR20 Specifications Webpage

### Características generales
- Tripulación: Dos (alumno e instructor)
- Capacidad: Dos o tres pasajeros
- Longitud: 7,92 m
- Envergadura: 11,68 m
- Altura: 2,72 m
- Peso vacío: 964 kg
- Peso cargado: 1383 kg
- Planta motriz: 1× motor bóxer de seis cilindros refrigerado por aire Continental IO-360-ES.
  - Potencia: 150 kW (200 hp)

### Rendimiento
- Velocidad crucero (Vc): 287 km/h TAS
- Velocidad de entrada en pérdida (Vs): 104 km/h CAS
- Techo de vuelo: 5300 m (17 500 pies)
- Régimen de ascenso: 4,21 m/s (828 pies/min)

### Aviónica

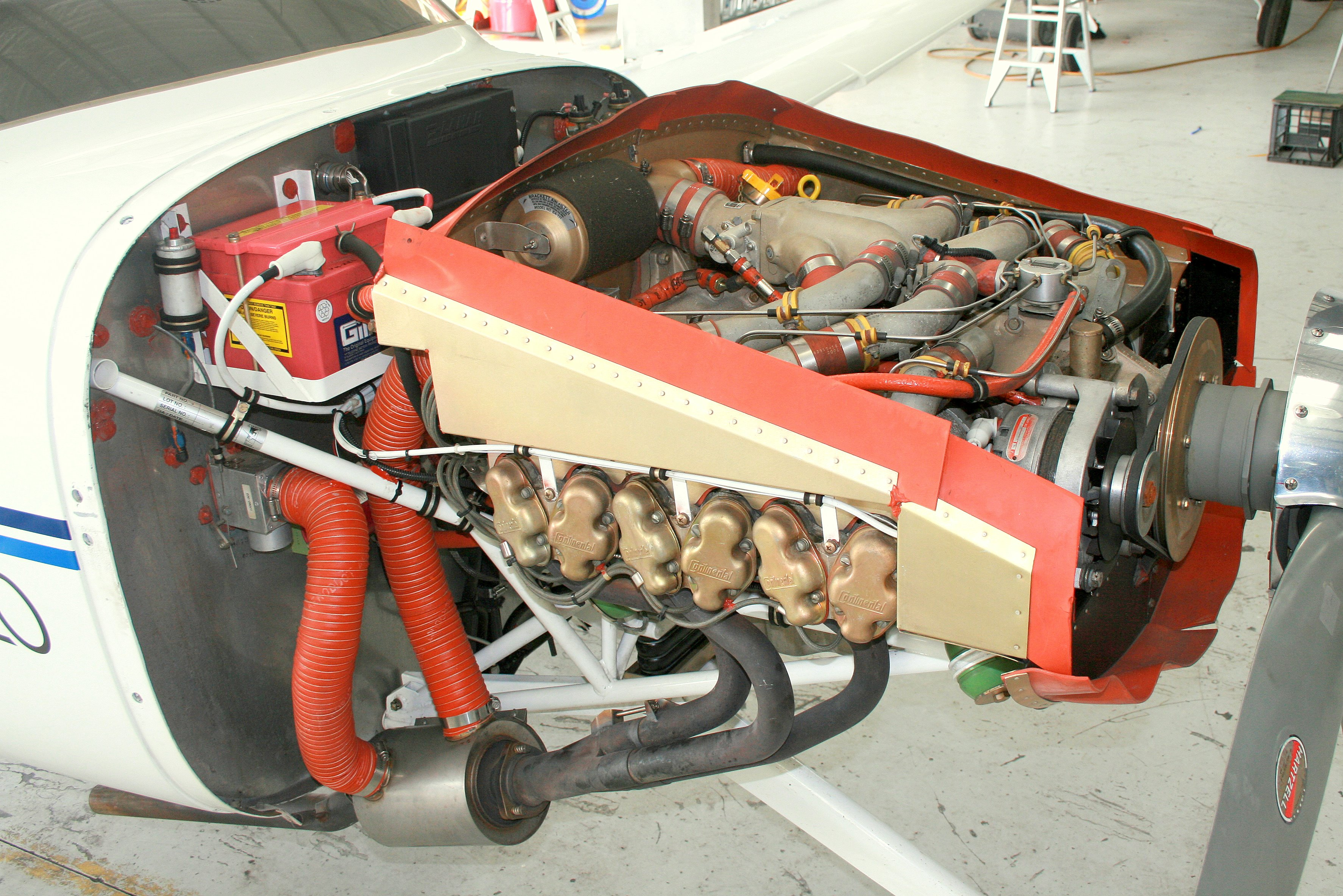
Continental IO-360-ES montado en un Cirrus SR20.

- Cabina de cristal Garmin Cirrus Perspective
- Panel de audio digital GMA 350
- Radios duales WAAS GPS/Comm/Nav
- Piloto automático Garmin GFC700 con estabilidad y protección electrónica
- Sistema dual de referencia de actitud y orientación
- ELT de 406 MHz
- Transpondedor ADS-B

### Desarrollos relacionados
- Cirrus SR22
- Cirrus Vision SF50

### Aeronaves similares
- Diamond DA40
- Lancair Columbia 300
- Tecnam P2010
- Vans RV-10

### Secuencias de designación
- Secuencia T-_ (Entrenadores estadounidenses, 1948-presente): ← T-50 - T-51 - T-52 - T-53

### Listas relacionadas
- Anexo:Aeronaves de la Fuerza Aérea de los Estados Unidos (históricas y actuales)